# Montilly
Montilly ist eine französische Gemeinde des Départements Allier mit 496 Einwohnern (Stand: 1. Januar 2022) in der Region Auvergne-Rhône-Alpes. Administrativ ist sie dem Arrondissement Moulins zugeteilt. Die Einwohner werden Montillais genannt.

## Geografie
Montilly liegt im Norden der Auvergne in der historischen Provinz Bourbonnais etwa acht Kilometer nordwestlich des Stadtzentrums von Moulins am Ufer des Allier, der die Gemeinde im Osten begrenzt. Umgeben wird Montilly von den Nachbargemeinden Bagneux im Norden und Nordwesten, Villeneuve-sur-Allier im Norden, Trévol im Osten und Nordosten, Avermes im Südosten, Neuvy im Süden, Marigny im Südwesten sowie Agonges im Westen.

## Bevölkerungsentwicklung
| Jahr                       | 1962 | 1968 | 1975 | 1982 | 1990 | 1999 | 2006 | 2018 |
| -------------------------- | ---- | ---- | ---- | ---- | ---- | ---- | ---- | ---- |
| Einwohner                  | 493  | 466  | 456  | 529  | 528  | 509  | 537  | 505  |
| Quellen: Cassini und INSEE |      |      |      |      |      |      |      |      |

## Sehenswürdigkeiten
- Kirche St-Pierre aus dem 11./12. Jahrhundert mit Weihwasserbecken aus dem 12. Jahrhundert (Monument historique)

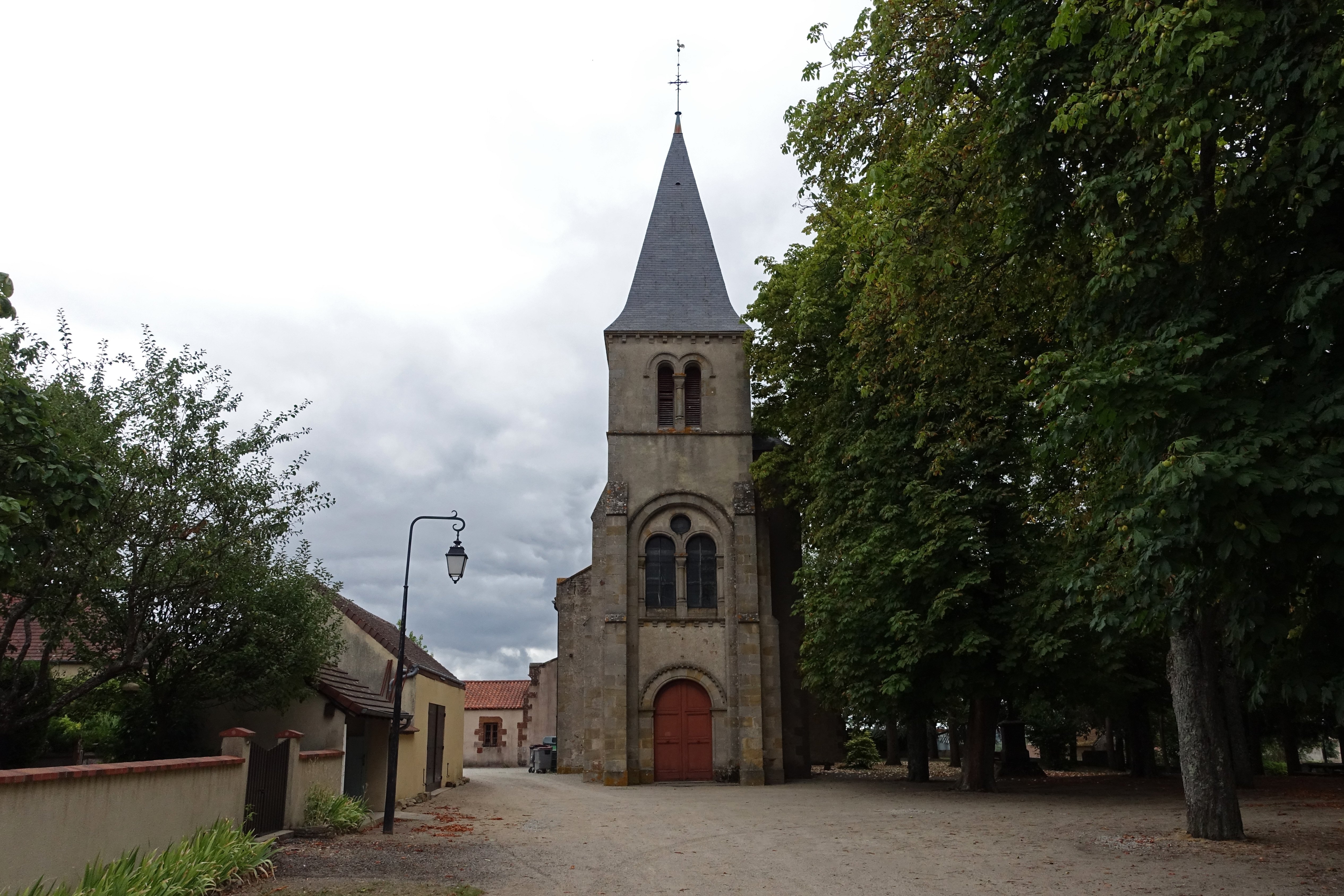
Kirche Saint-Pierre

Siehe auch: Liste der Monuments historiques in Montilly